# Ruang Tengah
Ruang Tengah is een bestuurslaag in het regentschap Lampung Selatan van de provincie Lampung, Indonesië. Ruang Tengah telt 1029 inwoners (volkstelling 2010).